# Biezwodnyj (Kraj Krasnodarski)
Biezwodnyj (ros. Безводный) – chutor w Rosji, w Kraju Krasnodarskim, w rejonie krymskim. W 2010 liczył 125 mieszkańców.